# Anne Igartiburu
Anne Igartiburu Verdes (Elorrio, 16 febbraio 1969) è una conduttrice televisiva spagnola di origine basca.

## Biografia
Anne Igartiburu è nata ad Elorrio il 16 febbraio 1969. Ha iniziato la sua carriera televisiva con l'emittente basca Arrasate Telebista, per poi passare a Euskal Irrati Telebista, Telecinco e TVE.
Per la tv pubblica tra l'altro ha condotto dal 2005 al 2021 la notte di San Silvestro con il famoso rito delle 12 uve (in aggiunta a 2 edizioni di tale evento per ETB), ha dato conto in 3 edizioni dell'Eurovision Song Contest (2002-2004) dei voti dati dal paese iberico alle altre nazioni oltre a condurre alcune finali nazionali legate a esso, e presentato le sette edizioni di ¡Mira quién baila!.
Ha adottato due figlie, ed è stata sposata con il direttore d'orchestra Pablo Heras-Casado, da cui ha avuto il figlio Nicolas.

## TV
- Una pareja feliz (1994)
- El imperdible (1997)
- Maridos y mujeres (1997)
- Corazón (1997-in corso)
- ¡Mira quién baila! (2005- 2009)
- Cántame cómo pasó (2010)
- Un beso y una flor (2010)
- +Gente, (2012-2013)

## Filmografia
- Luna negra (2004).
- El lápiz del carpintero Antón Reixa (2002)
- Star Trek: Insurrección de Jonathan Frakes (1998).

## Premi
- Antena de Oro 2005